# Лоренсо, Альфонсо
Альфонсо Лоренсо (исп. Alfonso Lorenzo) — аргентинский футболист, полузащитник и нападающий.

## Карьера
Альфонсо Лоренсо начал карьеру в клубе «Барракас Сентраль» в 1925 году. С 1930 года он стал твёрдым игроком основы команды, заменив скончавшегося Примо Гобби. В 1931 году Лоренсо перешёл в клуб «Феррокарриль Оэсте», где дебютировал 31 мая против «Архентинос Хуниорс» (2:0). Но уже 7 июня провёл третий и последний матч за клуб, в котором его команда обыграла «Ланус» со счётом 3:0. С октября и до конца года Альфонсо играл за клуб «Кильмес», за который провёл 4 игры и забил один гол. В 1932 году Лоренсо возвратился в «Барракас Сентраль». 15 октября 1933 года он забил пять голов в матче с «Олл Бойз», а всего в сезоне забил за «Барракас» 16 голов. Там он играл и во время вылета клуба во второй дивизион. В 1937 году Лоренсо завершил игровую карьеру.
В составе сборной Аргентины Лоренсо дебютировал 18 июня 1933 года в матче с чилийским клубом «Коло-Коло». 25 июня в матче с «Итальяна Вальпаисо» он забил первые два гола за национальную команду. А 16 июля сделал хет-трик в матче с «Унион Эспаньола». В 1934 году Лоренсо поехал на чемпионат мира, но на поле не выходил. 14 июля того же года он сыграл последний матч за национальную команду, в котором она обыграла сборную клубов Италии со счётом 2:0. Всего за сборную Аргентины Альфонсо сыграл 12 матчей и забил 8 голов.

## Международная карьера
| Матчи Альфонсо Лоренсо за сборную Аргентины | Матчи Альфонсо Лоренсо за сборную Аргентины | Матчи Альфонсо Лоренсо за сборную Аргентины | Матчи Альфонсо Лоренсо за сборную Аргентины | Матчи Альфонсо Лоренсо за сборную Аргентины | Матчи Альфонсо Лоренсо за сборную Аргентины | Матчи Альфонсо Лоренсо за сборную Аргентины |
| ------------------------------------------- | ------------------------------------------- | ------------------------------------------- | ------------------------------------------- | ------------------------------------------- | ------------------------------------------- | ------------------------------------------- |
| №                                           | Дата                                        | Место проведения                            | Оппонент                                    | Счёт                                        | Голы                                        | Турнир                                      |
| 1                                           | 18 июня 1933                                | Сантьяго                                    | Коло-Коло                                   | 3:2                                         | —                                           | Товарищеский матч                           |
| 2                                           | 25 июня 1933                                | Вальпараисо                                 | Итальяна Вальпаисо                          | 3:1                                         | 2                                           | Товарищеский матч                           |
| 3                                           | 29 июня 1933                                | Сантьяго                                    | Унион Эспаньола                             | 1:0                                         | —                                           | Товарищеский матч                           |
| 4                                           | 2 июля 1933                                 | Сантьяго                                    | Магальянес                                  | 6:4                                         | 1                                           | Товарищеский матч                           |
| 5                                           | 9 июля 1933                                 | Сантьяго                                    | Коло-Коло                                   | 3:2                                         | —                                           | Товарищеский матч                           |
| 6                                           | 16 июля 1933                                | Сантьяго                                    | Унион Эспаньола                             | 3:1                                         | 3                                           | Товарищеский матч                           |
| 7                                           | 1 ноября 1933                               | Буэнос-Айрес                                | сборная Росарио                             | 3:0                                         | 1                                           | Товарищеский матч                           |
| 8                                           | 9 марта 1934                                | Росарио                                     | Ньюэллс Олд Бойз                            | 2:2                                         | —                                           | Товарищеский матч                           |
| 9                                           | 11 марта 1934                               | Санта-Фе                                    | Унион (Санта-Фе)                            | 5:3                                         | —                                           | Товарищеский матч                           |
| 10                                          | 19 марта 1934                               | Кордова                                     | Архентино Пеньяроль                         | 3:3                                         | —                                           | Товарищеский матч                           |
| 11                                          | 30 марта 1934                               | Буэнос-Айрес                                | Ривер Плейт                                 | 4:1                                         | 1                                           | Товарищеский матч                           |
| 12                                          | 14 июня 1934                                | Милан                                       | сборная клубов Италии                       | 2:0                                         | —                                           | Товарищеский матч                           |